# Richard Fall
Richard Fall (* 3. April 1882 in Gewitsch, Österreich-Ungarn; † Anfang 1945 im KZ Auschwitz) war ein österreichischer Komponist und Dirigent jüdischer Abstammung. Eine seiner bekanntesten Kompositionen ist der Schlager Was machst du mit dem Knie lieber Hans.

## Leben
Richard Fall wuchs in einer Musikerfamilie auf. Seine beiden Brüder Leopold und Siegfried, sein Vater Moritz Fall sowie der Schwiegervater seines Bruders Leopold, Salomon Jadassohn, waren ebenfalls Komponisten und Dirigenten. Fall arbeitete als Operettenkapellmeister in Berlin und Wien und als Filmkomponist in Hollywood.
Nach dem „Anschluss“ Österreichs 1938 floh er vor den Nationalsozialisten nach Frankreich.
Am 20. November 1943 wurde er vom Sammellager Drancy aus in das KZ Auschwitz-Birkenau deportiert, wo er Anfang 1945, vor der Befreiung des KZ, ermordet wurde.

## Werke

### Bühnenwerke
- Goldreifchen. Märchenspiel in 3 Akten. Libretto: Paul Wertheimer und Mia Ewers. UA 1909 Wien
- Das Damenparadies. Operette in einem Akt. Libretto: Julius Brammer und Alfred Grünwald. UA 1911 Wien
- Wiener Fratz. Operette in einem Akt. Libretto: Ernst Klein und M. A. Weikone. UA 1912 Wien
- Arms and the Girl. Operette in 2 Szenen Libretto: Austen Hurgon. UA 1912 London
- Leute vom Stand. Operette in einem Akt. Libretto: Robert Bodanzky und Fritz Grünbaum. UA 1913 Wien
- Der Weltenbummler. Operette in einem Vorspiel und 2 Akten. Libretto: Fritz Löhner-Beda und Karl Lindau. UA 1915 Berlin
- Die Dame von Welt. Operette in 3 Akten. Libretto: Fritz Löhner-Beda und Hans Kottow. UA 1917 Wien
- Die Puppenbaronessen. Singspiel in 2 Akten. Libretto: Alexander Engel und Fritz Grünbaum. UA 1917 Wien
- Großstadtmärchen. Operette in 3 Akten. Libretto: Bruno Hardt-Warden und Erwin Weill. UA 1920 Wien
- Im Alpenhotel. Operette in einem Akt. Libretto: Julius Horst und Ernst Wengraf. UA 1921 Wien
- Der geizige Verschwender. Operettenschwank in 3 Akten. Libretto: Richard Kessler und Arthur Rebner. UA 1922 Berlin
- Apollo? Nur Apollo! Ausstattungsrevue 18 Bilder (zusammen mit anderen Komponisten). Libretto: Fritz Grünbaum, Wilhelm Sterk und Fritz Löhner-Beda. UA 1925 Wien
- Hallo! Hier Grünbaum! Revue. Text: Fritz Grünbaum. UA 1927 Wien
- Der Mann mit den hundert Gesichtern. Operette in 3 Akten. Libretto: Rudolph Schanzer und Ernst Welisch.[2]
- Terzett. Musikalische Komödie. Libretto: Gustav Beer und Fritz Lunzer.[2]

### Lieder
- Junger Mann.Text: Arthur Rebner. 1923. Verlag Gabor Steiner, N.Y.
- Oh Katharina. Onestep-Schlager. Text: Fritz Löhner-Beda. 1924.
- Liebe Katharina, komm zu mir nach China! Lied und Foxtrot. Text: Fritz Löhner-Beda. 1927. Wiener Bohême Verlag
- Meine Tante, deine Tante. One-step, Text: Fritz Löhner-Beda. 1925. Wiener Bohême Verlag
- Was machst du mit dem Knie, lieber Hans. Pasodoble. Text: Fritz Löhner-Beda. 1925. Wiener Bohême Verlag
- Wenn man’s noch nie gemacht. Foxtrot. Text: Arthur Rebner. 1923. Verlag Gabor Steiner, N.Y.
- Wo sind deine Haare, August? Foxtrot. Text: Fritz Löhner-Beda. 1926. Wiener Bohême Verlag